# Mathieu Grenier
Pour les articles homonymes, voir Grenier (homonymie).
Mathieu Grenier, né en 1985 à Black Lake au Québec, est un artiste visuel résidant à Montréal. Sa pratique allie la photographie, la peinture et la performance.

## Biographie
Mathieu Grenier est un artiste contemporain basé à Montréal. Il est détenteur d'une maitrise en beaux-arts de l'University of Texas à Austin aux États-Unis obtenue en 2020 et au cours de laquelle il a eu l'occasion de faire un échange au Royal College of Arts à Londres au Royaume-Uni. Il a aussi effectué un baccalauréat en beaux-arts en arts visuels et médiatiques de l'Université du Québec à Montréal terminé en 2011.

## Prix et honneurs
- 2014 : Prix Charles Pachter, Fondation Hnatyshyn[3]
- 2014 : Prix : Meilleure exposition collective - Galerie privée, Peinture extrême - Cadrer le tout, Galerie Trois Points, Gala des arts visuels 2014[4]
- 2021 : Prefix Prize (Honourable Mention), Prefix Institute of Contemporary Art[5]
- 2021 : The American Austrian Foundation Seebacher Prize for Fine Arts, The American Austrian Foundation, AT[6]

## Expositions

### Solos
- 2015 : Sans titre, Arprim, Montréal[7]
- 2015 : Au-delà des signes, Galerie Roger Bellemare et Christian Lambert, Montréal[8]
- 2015 : Symposium, Le Lobe, Chicoutimi[9]
- 2016 : Boîtes noires, Galerie René Blouin, Montréal[10]
- 2017 : La forteresse ouverte, Centre d’arts La Halle, Pont-en-Royans, France[11]
- 2019 : Expanded Nomenclature, Grayduck Gallery, Austin, Texas[12]
- 2019 : Suspended Spaces, Galerie René Blouin (Exposition satellite de la Biennale Momenta 2019), Montréal[13]
- 2019 : Sans filtre, Centre d’exposition Plein Sud, Montréal[14]
- 2020 : Don’t Protect Me From All That Noise, SIGHTINGS #30, Galerie Leonard et Bina Ellen, Université Concordia, Montréal[1]
- 2021 : Screen Fade, Blouin | Division, Montréal, Commissaire: Elisa Gutiérrez Eriksen
- 2023 : Bleu somnolence : 33%, Galerie B-312, Montréal[15]

### Collectives
- 2011-2012 : Complot 9 : Gravité / Graviter, Montréal[16]
- 2012 : Art Souterrain, Palais des congrès de Montréal, Montréal[17]
- 2013 : Peinture extrême – Cadrer le tout, Galerie Trois Points, Montréal[18]
- 2015 : Vertige, Stewart Hall Gallery, Pointe Claire[19]
- 2017 : Rien de moins, Galerie Roger Bellemare et Christian Lambert, Montréal[20]
- 2017 : Lire la performance : Une bibliographie commentée en temps réel III, Artexte, Montréal, Commissaires: Jade Boivin, Barbara Clausen, Emmanuelle Choquette et Geneviève Marcil[21]
- 2018 : Refus contraire, Galerie de l’UQÀM, Montréal, Commissaires: Camille Richard, Véronique Hudon et Doriane Biot[22]
- 2018 : L’Écrin - Chantier de recherche sur l’image, L’imprimerie centre d’art, Montréal[23],[24]
- 2019 : Fichiers temporaires, Centre Sagamie, Alma[25]
- 2020 : It takes time to see, Arsenal Contemporary Art, Toronto, Canada[26]
- 2020 : Revisited, Visual Art Center, Austin, Texas[2]
- 2020 : The Thing in Itself, NARS Foundation, New-York, États-Unis[27]
- 2021 : Salvifique, Musée d’art de Joliette, Joliette, CA, Commissaire: Julie Alary Lavallée[28]

## Collections
- Musée d’art contemporain de Montréal[29]
- Musée d’art de Joliette[30]
- Musée National des Beaux-Arts du Québec
- Centre d’art de Vénissieux
- Collection Schloss Arenberg
- Collection Banque Scotia
- Collection Loto-Québec
- Collection Fondation Giverny pour l’art contemporain
- Collection Roger Bellemare